# Howard County, Maryland
Howard County är ett administrativt område i delstaten Maryland, USA. År 2010 hade countyt 287 085 invånare (2010). Den administrativa huvudorten (county seat) är Ellicott City. 

## Geografi
Enligt United States Census Bureau så har countyt en total area på 657 km². 653 km² av den arean är land och 4 km² är vatten. 

### Angränsande countyn
- Anne Arundel County - sydöst
- Baltimore County - nordöst
- Carroll County - nord
- Frederick County - nordväst
- Montgomery County - väst
- Prince George's County - syd